# Sheriff Callies Wilde Westen
Sheriff Callies Wilde Westen (Engels: Sheriff Callie's Wild West) is een Amerikaanse-Canadese digitale animatieserie, bedoeld voor kleuters. In Nederland is de serie te zien op Disney Junior.

## Beschrijving
De serie speelt zich af in een dorpje in het Wilde Westen. Het belangrijkste thema is vriendschap en de omgang met elkaar. Anders dan in echte westerns is er in deze serie nooit sprake van geweld en worden er nooit wapens getoond. Wel komen er af en toe boeven voor die uiteraard door Callie gevangen worden. In elke aflevering wordt gezongen.

## Personages
De belangrijkste karakters zijn:
Sheriff Callieeen lapjeskat. Ze is duidelijk de verstandigste van het dorp en helpt dorpsbewoners die problemen of ruzie met elkaar hebben. Ze heeft een magische lasso die elke gewenste vorm aan kan nemen.
Hulpsheriff Peckeen specht. Hij is ook de bewaker van de gevangenis. Hij is doorlopend aan het schoonmaken en schept graag op.
Tobyeen wandelende saguaro. Hij en Peck zijn dikke vrienden. Toby gaat dan ook meestal mee als Peck en Callie op pad gaan. Hij is vrolijk, danst graag en speelt trekzak.

## Afleveringen
| Seizoen | Afleveringen      | Uitgezonden op                                              |
| ------- | ----------------- | ----------------------------------------------------------- |
| 1       | 23 (46 segmenten) | 13 december 2013 (voorvertoning) 20 januari 2014 (premiere) |
| 2       | 22 (44 segmenten) | 12 september 2015                                           |

## Nederlandse Stemacteurs
- Daphne Paelinck - Sheriff Callie
- Joey Schalker - Peck
- Nine Meijer - Priscilla
- Marlies Somers - Toby
- Jan Nonhof - Tio Tortugo
- Lucas Dietens - Dusty
- Marleen Maes - Ella
- Joost Claes - Oompie Knijn
- Jim Berghout - Meneer Dillo
- Timo Bakker - Boer Stinky
- Reuben De Boel - Dirty Dan
- Fred Meijer - Hulpschurk
- Ad Knippels - Schurken Baas
- Leonoor Koster - Clementien